# Jacques Loeb
Jacques Loeb (Mayen, 7 aprile 1859 – Hamilton, 11 febbraio 1924) è stato un biologo tedesco naturalizzato statunitense.

## Biografia
Primogenito di una famiglia ebraica e fratello maggiore del patologo Leo Loeb, si laureò nel 1884 all'Università di Strasburgo.
Divenuto padre nel 1891 del futuro fisico Leonard Benedict Loeb, nel 1892 venne chiamato dall'Università di Chicago come assistente professore di fisiologia e biologia sperimentale, diventando professore associato nel 1895 e professore ordinario nel 1899. In quegli anni fu suo studente lo psicologo comportamentista John Watson.
Forte sostenitore del meccanicismo, la sua attività di ricerca si rivolse prevalentemente al tropismo, alla partenogenesi, alla fecondazione e alla rigenerazione.

## Opere
- Der Heliotropismus der Thiere und seine Uebereinstimmung mit dem Heliotropismus der Pflanzen, 1890
- Untersuchungen zur physiologischen Morphologie der Thiere, 1891-2
- Einleitung in die vergleichende Gehirnphysiologie und vergleichende Psychologie, 1899
  - Fisiologia comparata del cervello e psicologia comparata, Milano, Edizioni Remo Sandron, 1907
- Studies in general physiology, 1905
- The dynamics of living matter, 1906
- The mechanistic conception of life, 1912
- The organism as a whole, from a physicochemical viewpoint, 1916
- Forced movements, tropisms, and animal conduct, 1918
- Proteins and the theory of colloidal behavior, 1922